# Weißgesicht-Regenpfeifer
Der Weißgesicht-Regenpfeifer oder Indochina-Seeregenpfeifer (Anarhynchus dealbatus, Synonym: Charadrius dealbatus) ist eine wenig erforschte Seevogelart aus der Familie der Regenpfeifer (Charadriidae). Hinsichtlich seines taxonomischen Status wird er häufig als Unterart des Seeregenpfeifers (Anarhynchus alexandrinus) betrachtet. Jüngere Studien befürworten jedoch einen Status als eigenständige Art, was zunehmend von Checklisten-Komitees, wie dem Handbook of the Birds of the World und dem International Ornithological Congress, anerkannt wird.

## Merkmale
Mit einer Körperlänge von 16 bis 17 cm zählt der Weißgesicht-Regenpfeifer zu den kleinen Regenpfeifer-Arten. Vorderkopf, Überaugenstreif, Kehle und die Unterseite sind weiß. Die Oberseite ist hell sandbraun mit reinweißen Flecken. Der mittelkurze, schwarze Schnabel hat eine stumpfe Spitze. Die relativ langen Beine sind rosagrau getönt. Bei den adulten Männchen im Brutkleid färben sich Stirn, Zügel und Augenbereich vollständig weiß. Das Stirnband ist schwarz, der Hinterkopf ist orangefarben. Die Brust ist durch schwarze Flecken charakterisiert. Die Weibchen haben während der Brutzeit grau-braune Brustflecken und keinen rotbraunen Hinterkopf. Adulte Vögel im Schlichtkleid sind allgemein viel stumpfer mit einer einheitlich grau-braunen Oberseite und fehlender Schwarzfärbung im Gefieder. Das Erscheinungsbild der juvenilen Vögel ist nicht dokumentiert, möglicherweise ähneln sie den adulten Vögeln im Schlichtkleid. Der sehr ähnliche Seeregenpfeifer hat schwarze Zügel, eine schwärzere Krone und stärker ausgeprägte schwarze Brustflecken. Die Flügelbinden sind weniger weiß. Beim Indochina-Seeregenpfeifer ist der Schnabel länger und kräftiger mit einer helleren Unterkieferbasis. Die Flügelbinden sind länger und auffälliger, insbesondere an den Handschwingen.

## Lautäußerungen
Der Weißgesicht-Regenpfeifer ist außerhalb der Brutzeit weitgehend still. Seine Lautäußerungen sind wenig dokumentiert, jedoch gibt es keine bekannten Unterschiede zu denen des Seeregenpfeifers. Sein Alarmruf ist ähnlich wie beim Seeregenpfeifer schrill in der Spitze und manchmal auch beim Abklingen.

## Verbreitung und Wanderungen
Vermutungen legen nahe, dass der Weißgesicht-Regenpfeifer ein wandernder Brutvogel in den Küstengebieten Südchinas (Fujian und Hainan) und Südvietnams, sowie außerhalb der Brutzeit ein Gast (von Mitte September bis Ende März) der Küsten des kontinentalen Südostasiens ist. Aufzeichnungen liegen aus Vietnam, Kambodscha, Thailand (frühestens im September), der Malaiischen Halbinsel und südlich bis Sumatra vor.

## Lebensraum
Der Weißgesicht-Regenpfeifer bewohnt sandige Gebiete, Schlickflächen, Salinen und außerhalb der Brutzeit zurückgewonnenes Land, das ursprünglich aus Gezeitenschlickflächen und Mangrovenwälder bestand, wo Wasser abgelassen und Sand hinzugefügt wurde, um temporäre künstliche Gebiete zu schaffen, die Sandstrände imitieren. Solche Gebiete stellen wahrscheinlich einen suboptimalen Lebensraum dar, der nur als Rastplatz genutzt wird. Der Indochina-Seeregenpfeifer brütet auf Sandstränden.

## Nahrungsverhalten
Über seine Ernährung liegen nur wenige Daten vor. Sie ist vermutlich ähnlich, wie beim Seeregenpfeifer und schließt kleine Krebse ein. Der Weißgesicht-Regenpfeifer verteidigt sein Nahrungsrevier. Bei der Nahrungssuche rast er mit gesenktem Kopf schnell über dem Sand, um Beutetiere aufzulesen. Er ist aktiver als der Seeregenpfeifer und läuft oft fast ununterbrochen, während er am Gezeitenrand nach Beute sucht. Während der Nahrungsaufnahme sieht man ihn häufig in Scharen mit dem Seeregenpfeifer, obwohl er sich eher auf härteren, sandigeren Substraten aufhält, während der Seeregenpfeifer auf weicheren Schlamm entlang der Gezeitenkanäle auf Beutefang geht.

## Brutverhalten
Im Gegensatz zur Unterart Anarhynchus alexandrinus nihonensis des Seeregenpfeifers gibt es nur sehr wenige Informationen, die definitiv dieser Art zugeordnet werden können. Ein Nest des Weißgesicht-Regenpfeifers wurde Anfang Mai 2009 in Cochinchina in Vietnam gefunden. Es handelte sich um eine flache, ausgehobene Mulde im groben Sand, die zahlreiche Muschelfragmente enthielt. Das Gelege bestand aus drei olivgrünen Eiern, die mit schwarzbraunen Streifen und Kritzeln gekennzeichnet waren.

## Status
Die IUCN nahm den Weißgesicht-Regenpfeifer 2016 in die Kategorie „unzureichende Datenlage“ (data deficient) in die Rote Liste gefährdeter Arten auf. 2023 wurde dieser Status auf „nicht gefährdet“ (least concern) geändert. Es ist unklar, ob diese Art außerhalb der Brutzeit einer unmittelbaren Gefährdung ausgesetzt ist, da sie von den temporären Lebensräumen profitieren könnte, die durch die Landgewinnung an der Küste geschaffen wurden. Die Situation im Brutgebiet der Art ist nicht bekannt, jedoch deutet die zunehmende, starke Verschlechterung der Küstenhabitate in Südchina darauf hin, dass Brutgebiete verloren gegangen sind. Die wachsende touristische Infrastruktur Chinas, insbesondere in den Provinzen Hainan und Guangxi, könnte die Art bedrohen, wenn Strände während der Brutzeit tatsächlich ihr bevorzugter Lebensraum sind.